# Lublinek-Pienista
Lublinek-Pienista – osiedle administracyjne (jednostka pomocnicza gminy) w zachodniej części Łodzi, w dzielnicy Polesie, zamieszkiwane przez 4 254 osób. 
Na osiedle to, wyodrębnione w sposób administracyjny, składa się zbudowane w latach 80. osiedle domów jednorodzinnych Pienista, osiedle Nowe Sady oraz dawne podłódzkie wsie Lublinek i Nowy Józefów, które mimo włączenia w obręb miasta zachowały w dużej mierze swój wiejski charakter. 
Osiedle Lublinek-Pienista zajmuje dość duży obszar, na który, poza terenami zwartej zabudowy na osiedlu Pienista i zabudową rozproszoną na Lublinku i Nowym Józefowie, składają się głównie pola uprawne, nieużytki, ogródki działkowe i lasy.
Adres rady osiedla:
Osiedle Lublinek-Pienista
94-119 Łódź, ul. Kubusia Puchatka 9
tel.: 42 689 91 29

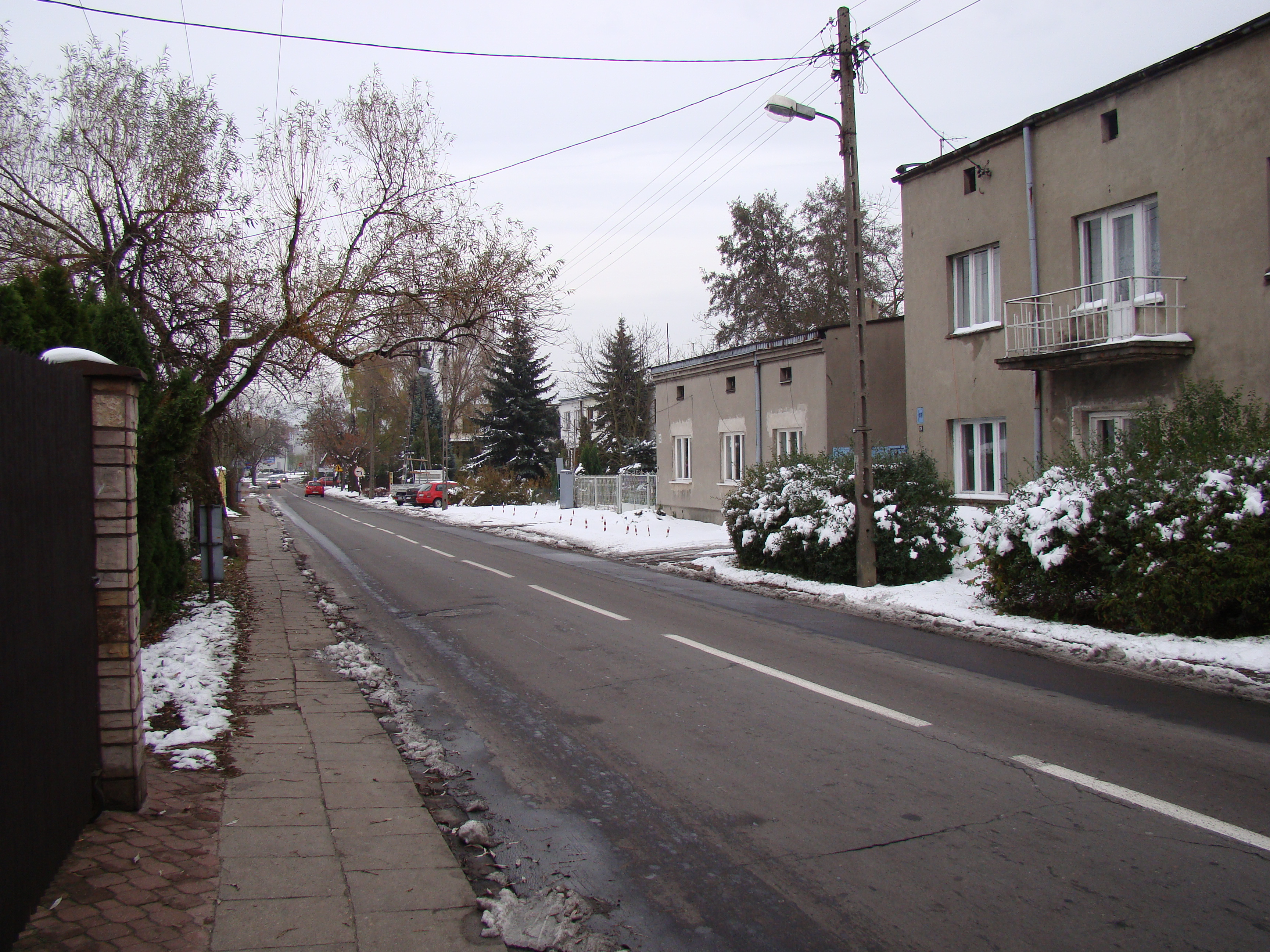
Ulica Obywatelska na osiedlu Pienista
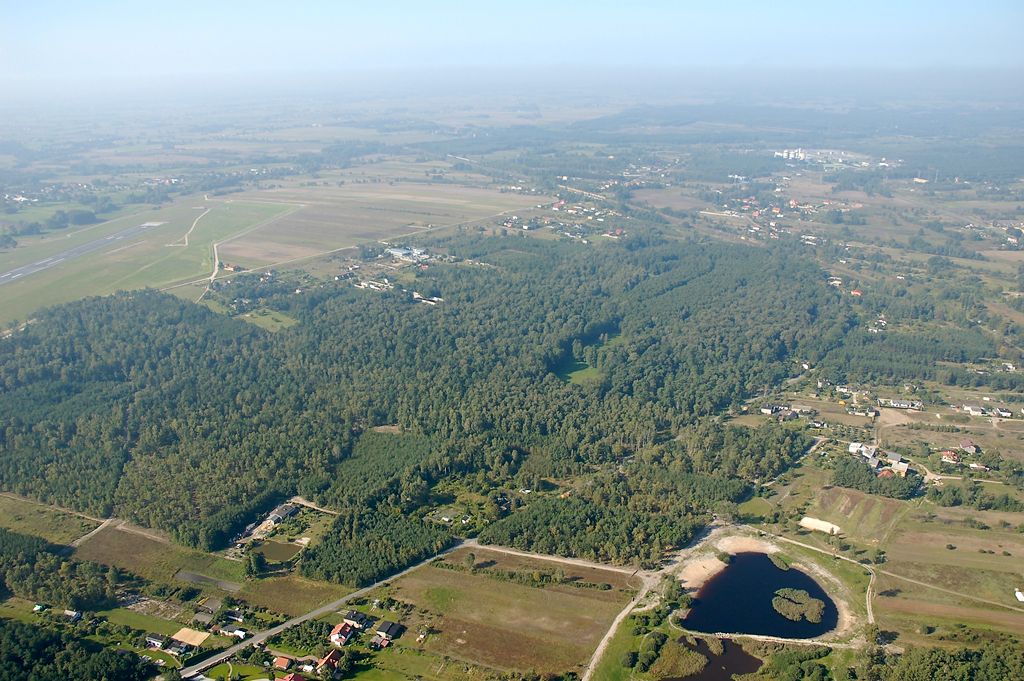
Zdjęcie osiedla Lublinek zrobione podczas lotu sterowcem
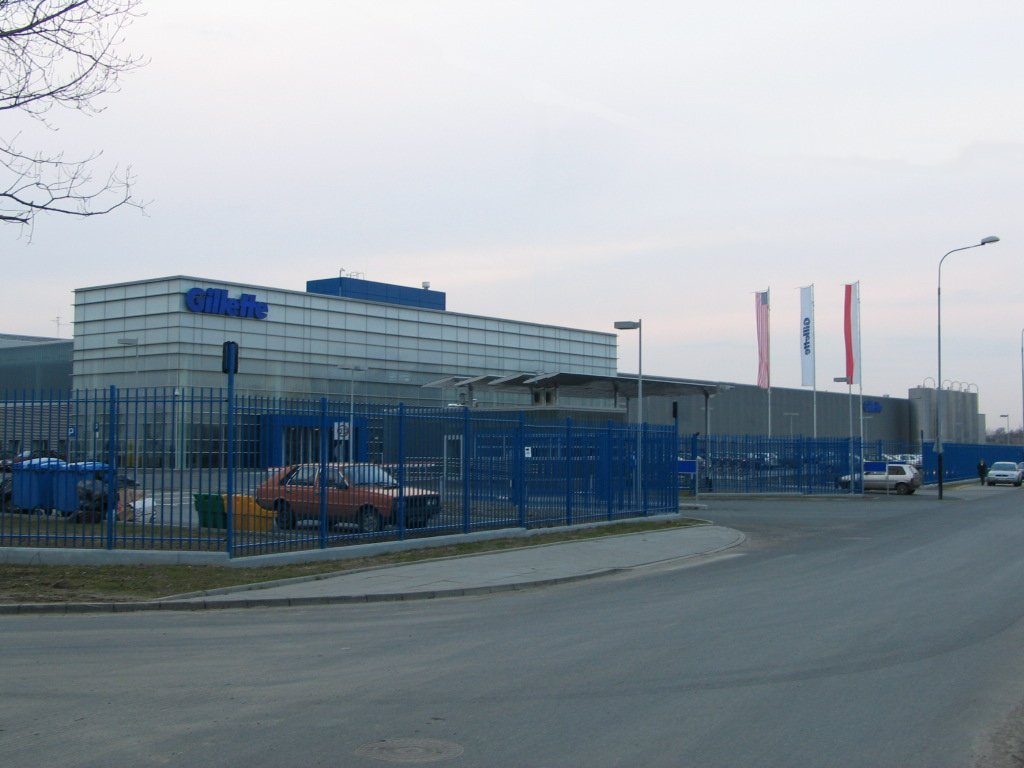
Fabryka Gillette na osiedlu Nowy Józefów
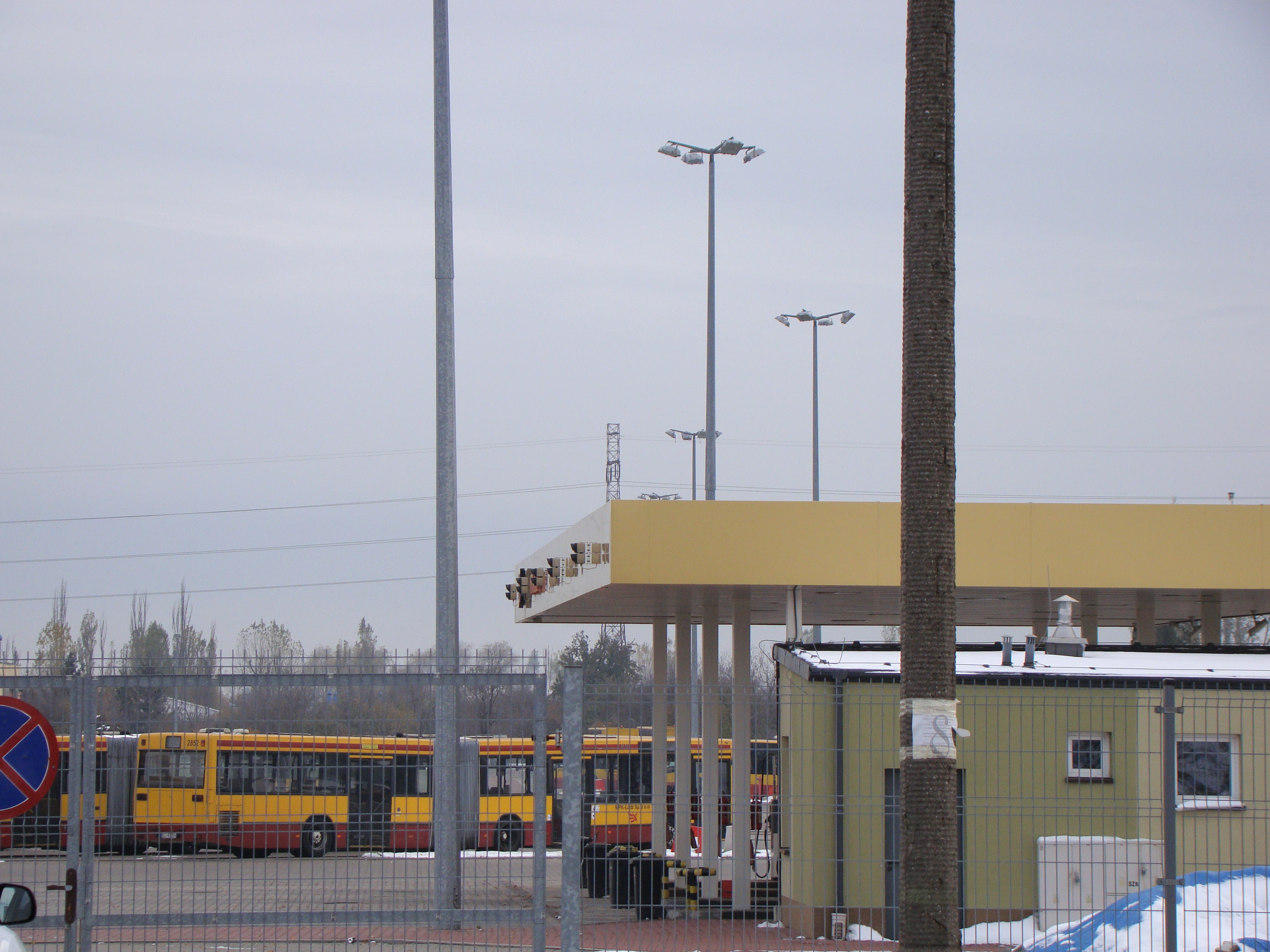
Zajezdnia autobusowa na Nowych Sadach